# Ronald Vernon Southcott
Le capitaine Ronald Vernon Southcott est un médecin-militaire et un naturaliste australien, né le 15 mai 1918 dans le sud de l’Australie, à Fullarton Estate, et mort le 9 avril 1998.

## Biographie
Il fait ses études primaires à Geln Osmond (1924-1929), puis les supérieures à la Unley High School (1930-1931) et au St. Peter’s College d’Adélaïde (1932-1935). Passionné par les sciences dès l'enfance, il reçoit un microscope à l’âge de dix ans de sa grand-mère maternelle. Il se spécialise très tôt sur les acariens. Preuve de ses compétences de jeune naturaliste, Herbert Womersley (1889-1962) lui dédie une espèce, Microtrombidium southcotti, alors qu’il n’avait que 16 ans.
Ce militaire, capitaine dans les Citizen Military Forces (ou armée de réserve) de l’armée australienne, s’enrôle dans le corps médical le 2 janvier 1942 où, après cinq mois de formation, il obtient le titre de docteur. Il commence à exercer à Adélaïde où, interne, il complète sa formation en chirurgie, médecine d’urgence, anesthésie et maladies vénériennes. Son premier poste militaire est au camp d’internement de Loveday, près de Barmera dans le sud de l’Australie. En 1944, il est en cantonnement en Nouvelle-Guinée. Puis, au gré de ses affectations, il consacre son temps libre à l’étude de la faune, en particulier des acariens, groupe dont il deviendra l’un des spécialistes mondiaux. Il s’intéresse notamment à leur rôle dans la transmission de maladies comme la fièvre fluviale du Japon.
Lors de son passage en cantonnement sur la côte nord-ouest de Nouvelle-Guinée, il a l’occasion de voir de nombreuses personnes souffrant de maladies parasitaires comme la dengue, le paludisme, etc. En 1945, il est envoyé en Tasmanie où il s’étonne lui-même qu’on y envoie un spécialiste des maladies tropicales. Il est démobilisé en 1946.
Dès lors, il devient un naturaliste renommé tout en continuant d’exercer la médecine dans le service de médecine vétérinaire d'Australie. Southcott réalise, de 1950 à 1957, l’essentiel de ses travaux de taxinomie, notamment en acarologie. Il se marie en mars 1952 avec Heather Miller.   À côté d’études qu’il conduit sur les espèces d’importance médicale comme des papillons, des coraux, des champignons, les méduses, il commence à s’intéresser aux poissons et fait paraître avec Trevor D. Scott et C.J.M. Glover The marine and freshwater fishes of South Australia (1974, réédité en 1980). Il fait paraître 234 publications scientifiques. Il conserve dans sa maison personnelle ainsi que dans son jardin de nombreux spécimens d’araignées, de scorpions et d’autres animaux dans des vivariums. En 1957, il reçoit un titre de docteur en médecine de l’université d'Adélaïde pour sa thèse sur l’épidémiologie de la poliomyélite et ses travaux sur les épidémies touchant le sud de l’Australie.
Southcott participe à l’activité de plusieurs sociétés savantes et est un membre actif du South Australian Museum.

## Sources
- (en) Biographie du Service de médecine des armées australiennes
- (en) John Pearn, The medical zoologist—Ronald Vernon Southcott, vol. 48, Toxicon - PubMed, décembre 2006, 755–761 p. (DOI 10.1016/j.toxicon.2006.07.017, lire en ligne)